# Дунавски лебед
„Дунавски лебед“ e вестник, издаван от Георги Раковски от 1 септември 1860 до 24 декември 1861 г. в Белград.
Печата се в „Княжевската книгопечатня“ и излиза всяка седмица. В него се публикува основно революционна журналистика, която цели да повдигне духа на читателите. Във вестника Георги Раковски не призовава открито на бунт срещу султана, а ругае омразните турски проповедници и разказва за бедите от разбойничеството. С това автора иска да си отвори път към българските земи.
„Дунавски лебед“ е вторият по ред вестник след „Българска дневница“, издаван от Георги Сава Раковски. Излиза на четири страници голям формат, като седмичник. Програмата на „Дунавски лебед“, формулирана в бележката „Известие“ в първи брой, не съдържа нищо особено и на пръв поглед е умерена. В нея Раковски съзнателно не разкрива позициите на вестника, които се очертават ясно в съдържанието му. В „Дунавски лебед“ първоначално основен въпрос е църковният – отправя се ясно и безкомпромисно искане да бъде създадена и призната независима българска национална църква. Раковски изнася факти за тежкото положение на българите, настоява народа да получи политически и граждански права, атакува предателството на определени кръгове и разкрива нуждата от създаване на българска национална промишленост.
По страниците на „Дунавски лебед“ се отразяват широко национално-революционните прояви в чужбина, изказват се симпатии към атнтифеодалните движения в някои страни. Раковски посочва последователно, че българите не трябва да чакат помощ отвън, като постепенно разкрива най-съкровената си мисъл, че българският въпрос може и трябва да бъде разрешен единствено чрез национално въстание. „Дунавски лебед“ е политически орган, в който въпросите, свързани с просветата, литературата и културата са застъпени сравнително слабо. Въпреки това са налице статии, информации, бележки и дописки за развитието на българската просвета, по въпроси, свързани с българските училища, както и по актуални за времето си проблеми на българския културен живот.
Раковски използва вестника, за да покаже и обоснове своите възгледи за нуждата от реформа в българския език („Общи въпроси на старобългарския и книжовен език, на основание на които, ако се решат, трябва да се поправи днешния книжовен език“). За да повдигне националното самочувствие на българското население, той отпечатва статии, свързани с исторически въпроси, обнародва за пръв път „Житието“ на Софроний Врачански под заглавието „Драгоценен паметник на българската нова история“. Публикуват се и статии за народното творчество („Народна българска песен“), както и рецензия за превода на „Вилхелм Тел“ на Шилер, в която се препоръчва преводите да се правят от оригинала. В „Дунавски лебед“ са отпечатани малко стихотворни творби – откъс от поемата „Горски пътник“ на Раковски, ода за Софроний Врачански от Д. Попски, „Тъга за юг“ и „На чужбина“ на К. Миладинов. В „Дунавски лебед“ почти не се среща художествена проза. Голяма част от статиите са отпечатани и на френски език, с цел да се въздейства на общественото мнение и в чужбина.

## Други
На „Дунавски лебед“ е наречена улица в квартал „Васил Левски“ в София (Карта).